# Kommerell-Divertikel
Ein Kommerell-Divertikel (lateinisch Kommerell diverticulum) stellt eine angeborene Gefäßanomalie dar.
Es handelt sich dabei um eine sackartige Erweiterung bzw. Ausstülpung des Aortenbogens oder der absteigenden Hauptschlagader (Aorta descendens) im Falle einer aus der Aorta abgehenden rechten Unterschlüsselbein-Arterie (Arteria subclavia dextra). Das ausgestülpte Gefäßsegment liegt dabei hinter der Speiseröhre (retroösophageal) und kann zu Schluckbeschwerden (Dysphagie) führen. Es entspricht dem Residuum der Arterie des vierten Kiemenbogens auf der entgegengesetzten Seite des dominanten Aortenbogens.
Die Erstbeschreibung des Divertikels am Lebenden erfolgte 1936 durch den deutschen Internisten und Radiologen Burkhard Kommerell, der sie bei einem Patienten in der Berliner Charité entdeckte.